# Jarmila Šuláková

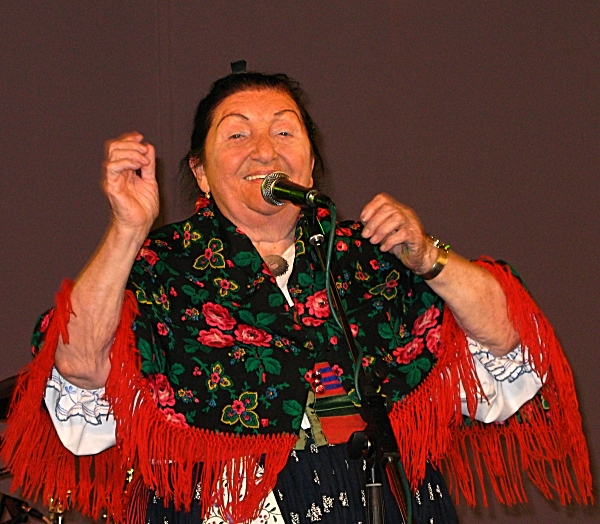
Jarmila Šuláková tijdens een optreden in 2009

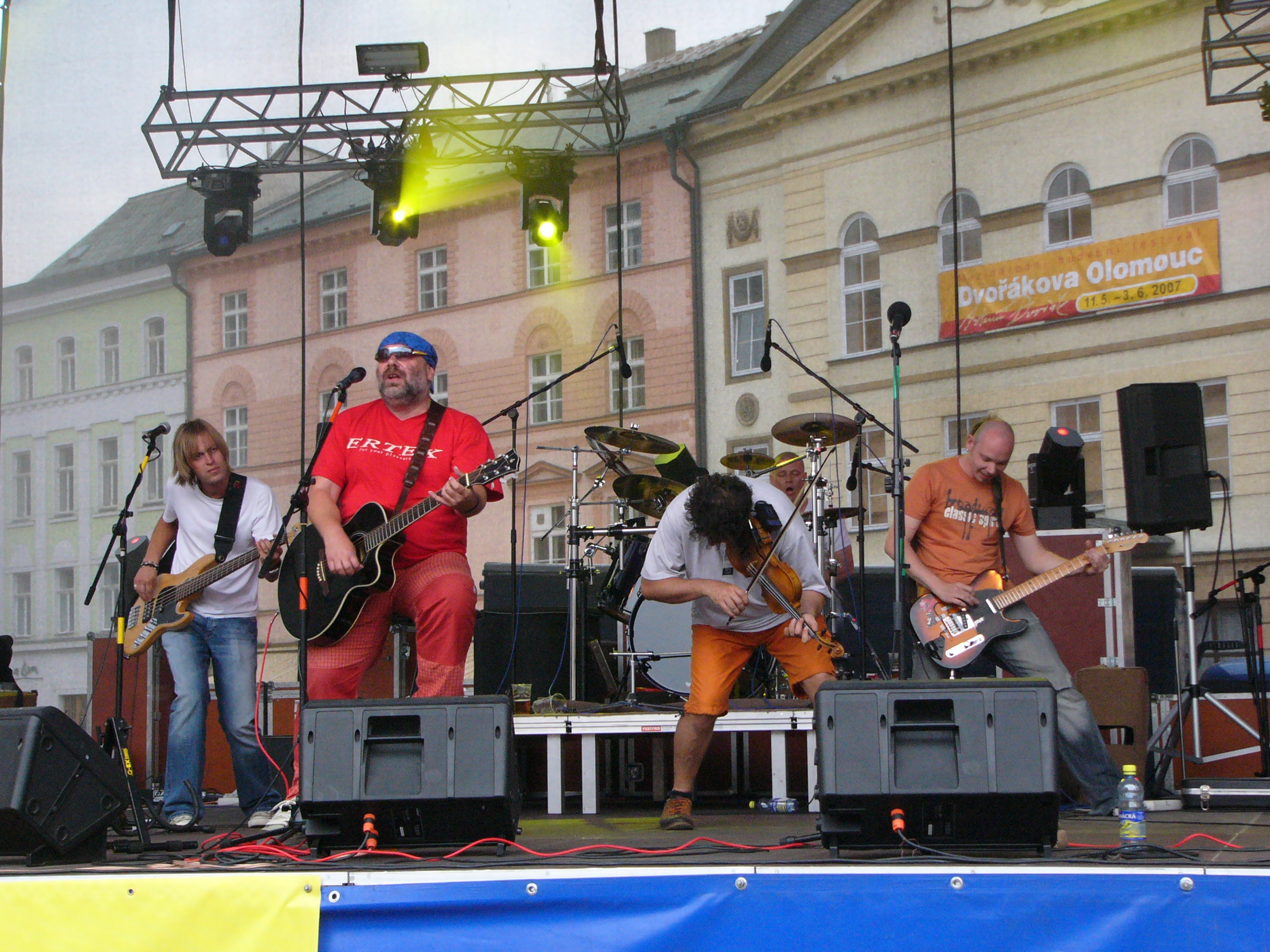
Van 1994 tot 2011 werkte ze samen met de Tsjechische folkrockband Fleret

Jarmila Šuláková (Vsetín, 27 juni 1929 – aldaar, 11 februari 2017) was een Tsjechische folkzangeres en soms actrice. Ze was een belangrijke vertegenwoordigster van de Moravische traditionele muziek en werd soms de "koningin van het volkslied" genoemd.
Ze werd geboren in Vsetín in Moravisch Wallachije, in een kunstzinnige familie. Haar moeder was actrice, danser en zangeres, haar vader musicus. Ze volgde een opleiding tot naaister. In 1950 begon ze te werken als verkoopassistente in de Supraphon-platenwinkel in Vsetín, waar ze in dienst bleef tot haar pensioen in 1985. Ze trouwde de violist Ludvík Schmidt (overleden in 1970), met wie ze één kind had.
Šuláková zong in diverse ensembles vanaf haar schooljaren. Vanaf 1952 was ze soliste bij BROLN (het Orkest van Traditionele Folkinstrumenten van de radio van Brno), waarmee ze heeft opgetreden in voormalig Tsjechoslowakije en in het buitenland (Vietnam, China, Mongolië, de Sovjet-Unie, Korea, Cuba, België, Verenigd Koninkrijk, Senegal, Bulgarije, Roemenië, Japan, de VS, Canada, Polen, Duitsland, Nederland, Finland, Denemarken). Haar samenwerking met BROLN duurde tot oktober 1993. Van 1994 tot 2011 trad ze regelmatig op met de folkrockgroep Fleret.
Haar liederen verschenen op talrijke audio-opnamen. In 1979 kreeg ze de titel Verdienstelijk Artiest (Zasloužilý umělec), en in 1989 werd ze benoemd tot Nationaal Artiest (Národní umělec). Ze won in 1955 de bronzen prijs en in 1957 de zilveren prijs op het World Festival of Youth and Students.
Ze overleed in Vsetín op 87-jarige leeftijd.

## Discografie (selectie)
- Jarmila Šuláková (LP, Supraphon 1979, 1117 2549 G)
- A vy páni muziganti. Folk Songs From Moravian Wallachia (CD, Supraphon 1993, 11 1839-2 711)
- Fleret & Jarmila Šuláková (CD, 1995)
- Kyčera, Kyčera (songs from 1954 to 1971, CD, Czech Radio + Galén 2014, oorspronkelijk Supraphon, G 14 061 2)

## Filmografie
- Ještě svatba nebyla (1954)[6]
- Všichni mají talent (1984)[6]

- Gemeinsame Normdatei: 1164034693
- International Standard Name Identifier: 0000 0000 5764 1336
- MusicBrainz: e02ff904-0882-4697-b5a8-9a8152115a37
- Nationale Bibliotheek van Tsjechië: jn20000402922
- Virtual International Authority File: 84021929
- WorldCat: E39PBJrgFhbMhKrhx4TCdTPhHC